# Kristiina Ojuland

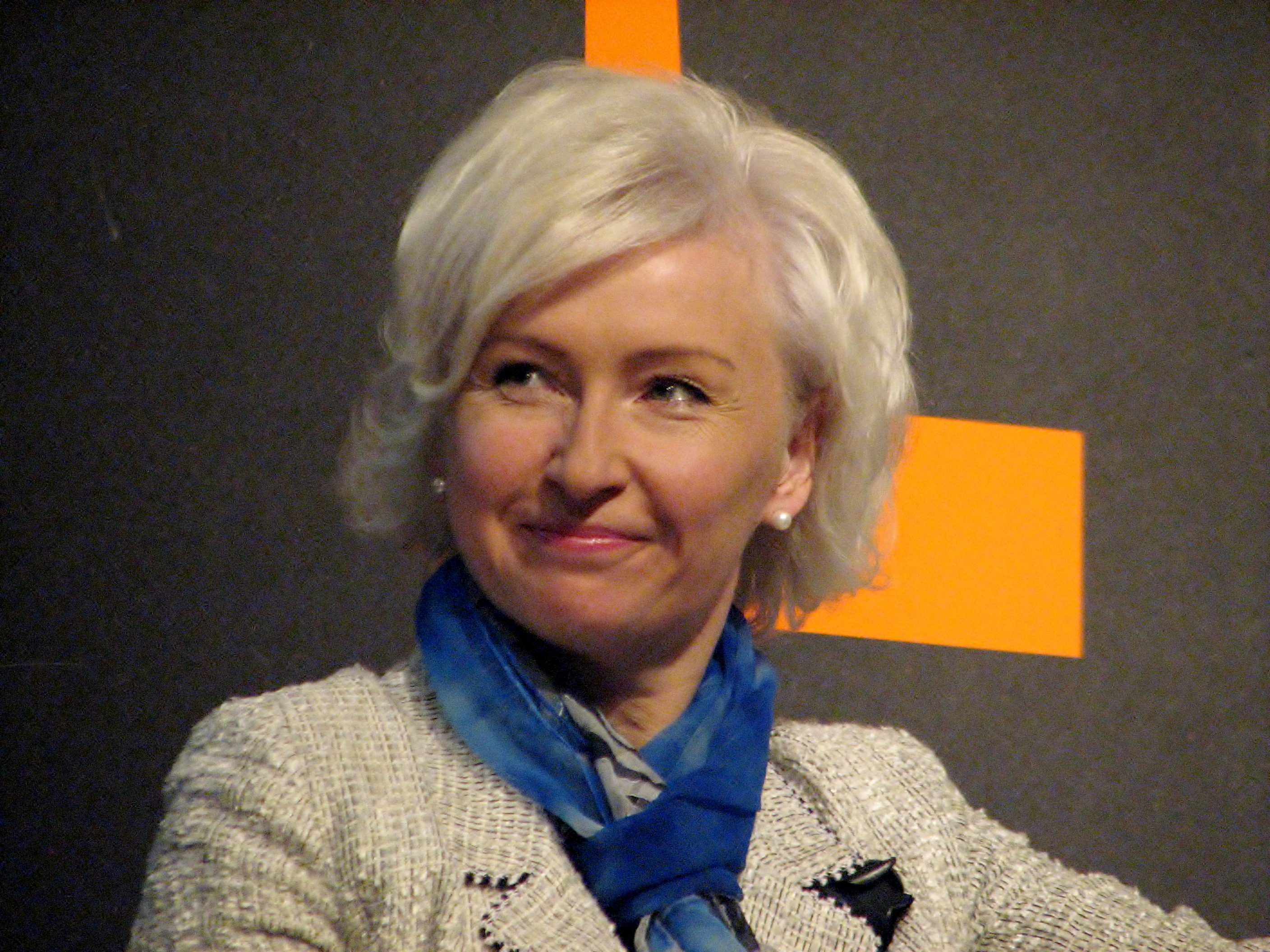
Kristiina Ojuland (2014)

Kristiina Ojuland (* 17. Dezember 1966 in Kohtla-Järve) ist eine estnische Politikerin. Sie war die erste Frau, die Außenministerin Estlands wurde (2002–2005) und saß in den Jahren 2009–2014 als Abgeordnete im Europäischen Parlament.

## Leben

### Frühe Jahre
Kristiina Ojuland legte 1985 das Abitur in Jõhvi ab. Sie studierte bis 1990 Rechtswissenschaft an der Universität Tartu und an der estnischen Diplomatenschule in Tallinn. 1990 bis 1992 war sie Referentin im estnischen Justizministerium, 1992/93 im estnischen Außenministerium und 1993/94 an der estnischen Vertretung beim Europarat.

### Politikerin
1994 bis 2002 und ab 2005 war sie Mitglied des estnischen Parlaments (Riigikogu), unter anderem als Vorsitzende des Auswärtigen Ausschusses. Zwischenzeitlich war sie von Januar 2002 bis Februar 2005 estnische Außenministerin. Im Juni 2004 kandidierte sie vergeblich für das Amt der Generalsekretärin des Europarats.
Bei der Europawahl in Estland 2009 zog sie als Abgeordnete für die Reformpartei (Reformierakond) ins Parlament ein. Ojuland gehörte der Partei seit 1995 der an. Am 5. Juni 2013 beschloss deren Vorstand, sie wegen parteischädigenden Verhaltens aus der Partei auszuschließen. Ojuland wurde vorgeworfen, eine parteiinterne Wahl manipuliert zu haben. Zudem wurden ihr diverse rassistische Äußerungen vorgeworfen. Bei der folgenden Europawahl in Estland 2014 trat Ojuland daraufhin als Einzelkandidatin zur Wiederwahl an, konnte ihr Mandat aber nicht verteidigen.
Ojuland wurde im Mai 2015 von Russland mit einem Einreiseverbot belegt.

## Auszeichnungen
- 2001 Komtur der Ehrenlegion
- 2001 Orden des Staatswappens V. Klasse
- 2003 Orden des Infanten Dom Henrique
- 2004 Großkreuz des Verdienstordens der Italienischen Republik
- 2008 Großes Goldenes Ehrenzeichen mit dem Stern für Verdienste um die Republik Österreich